# Paromoeocerus vestitus
Paromoeocerus vestitus är en skalbaggsart som beskrevs av Pierre Émile Gounelle 1910. Paromoeocerus vestitus ingår i släktet Paromoeocerus och familjen långhorningar. Inga underarter finns listade i Catalogue of Life.